# Vevring
Vevring är en by i Sunnfjords kommun i Vestland fylke i västra Norge. Byn ligger vid fylkesväg 611, på norra sidan av Førdefjorden. Här finns Vevrings kyrka.
Byn utgjorde tidigare centralort i dåvarande Vevrings kommun i Sogn og Fjordane fylke.

Panaramavy från småbåtshamnen i Vevring.